# Amtsgericht Schönlanke
Das Amtsgericht Schönlanke war ein preußisches Amtsgericht mit Sitz in Schönlanke.

## Geschichte
Das königlich preußische Amtsgericht Schönlanke wurde mit Wirkung zum 1. Oktober  1879 als eines von 13 Amtsgerichten im Bezirk des Landgerichtes Schneidemühl im Bezirk des Oberlandesgerichtes Marienwerder gebildet. Der Sitz des Gerichtes war  Schönlanke. Sein Gerichtsbezirk umfasste aus dem Kreis  Czarnikau den Stadtbezirk Schönlanke, den Polizeidistrikt Schönlanke ohne den zum Gutsbezirk Czarnikau-Hammer gehörenden Mühlengrundstück Walkmühle, den Gutsbezirk Behlerglasfabrik aus dem Polizeidistrikt Schloß Filehne sowie aus dem Polizeidistrikt  Czarnikau III (Czarnikau-Hammer) die Gemeindebezirke Floth, Gornitz, Marienbusch, Runau, Stieglitz sowie die zum Gutsbezirk Behle gehörenden Kolonien Jägersburg und Jönbusch. Am Gericht bestanden 1880 zwei Richterstellen. Das Amtsgericht war damit ein kleines Amtsgericht im Landgerichtsbezirk. Der Amtsgerichtsbezirk kam aufgrund des Versailler Vertrages 1919 teilweise zu Polen, und der Sprengel des Amtsgericht verkleinerte sich. Der Rest des Sprengels des Amtsgerichtes Czarnikau sowie des Amtsgerichtes Filehne, der beim Reich geblieben war, wurde dem Amtsgericht Schönlanke zugeordnet und vergrößerte damit wieder dessen Sprengel. Diese Änderungen traten zum 1. Januar 1920 in Kraft.
Im Jahre 1945 wurde der Amtsgerichtsbezirk unter polnische Verwaltung gestellt, und die deutschen Einwohner wurden vertrieben. Damit endete auch die Geschichte des Amtsgerichtes Schönlanke. Unter polnischer Verwaltung entstand das Sąd Rejonowy w Trzciance (1950–1975: Sąd Powiatowy w Trzciance).